# NAVGTR Awards

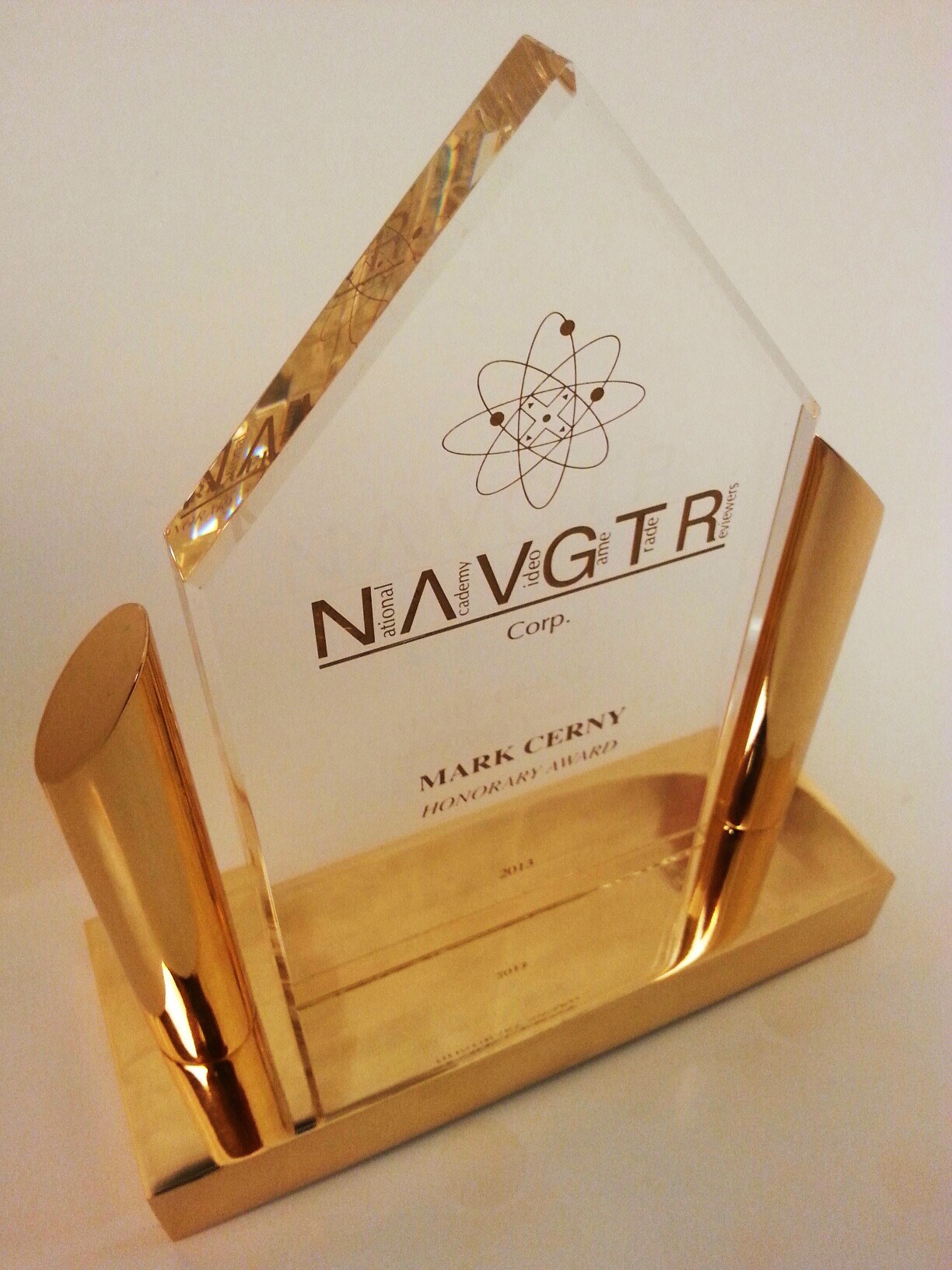
Premio establecido en 2001 y otorgado anualmente por la NAVGTR.

Los NAVGTR Awards son una ceremonia de premios en la industria de los videojuegos, organizado por la National Academy of Video Game Trade Reviewers o NAVGTR (es español, Academia Nacional de Revisores Comerciales de Videojuegos), que se fundó en 2001 como la National Academy of Video Game Testers and Reviewers Corp.
La NAVGTR es una organización estadounidense sin fines de lucro que promueve y reconoce la industria del entretenimiento interactivo. La misma administra los  anualmente desde 2001, y cuenta con más de 600 miembros profesionales de la prensa de videojuegos que votan por las nominaciones de los videojuegos. Para la edición 2013, hubo 54 categorías de premios.